# رودونيت
الرودونيت: هو عبارة عن مادة غير سيليكات المنغنيز
(Mn ، Fe ، Mg، Ca) SiO 3 وعضو في مجموعة البيروكسينويد للمعادن، يتبلور في نظام بلوري ثلاثي الميل، يحدث عادةً على شكل كتل متماسكة قابلة للكسر بلون أحمر وردي، يأتي هذا الاسم من الكلمة اليونانية (ῥόδος rhodos)، يكون ورديا وغالبًا ما يميل إلى اللون البني بسبب أكسدة السطح.
غالبًا ما يكون لبلورات الرودونيت عادة جداول سميكة ، ولكنها نادرة. لها شق موشوري مثالي بزوايا قائمة تقريبًا. الصلابة 5.5-6.5 ، والثقل النوعي 3.4-3.7 ؛ اللمعان زجاجي ، يكون في كثير من الأحيان لؤلؤي على أسطح الانقسام. غالبًا ما يتم استبدال المنجنيز جزئيًا بالحديد والمغنيسيوم والكالسيوم وأحيانًا الزنك ، والذي قد يكون موجودًا في بعض الأحيان بكميات كبيرة ؛ يسمى الصنف البني المائل للرمادي الذي يحتوي على ما يصل إلى 20٪ من أكسيد الكالسيوم بالبستاميت ؛ fowlerite هو نوع من الزنك يحتوي على 7 ٪ من أكسيد الزنك.

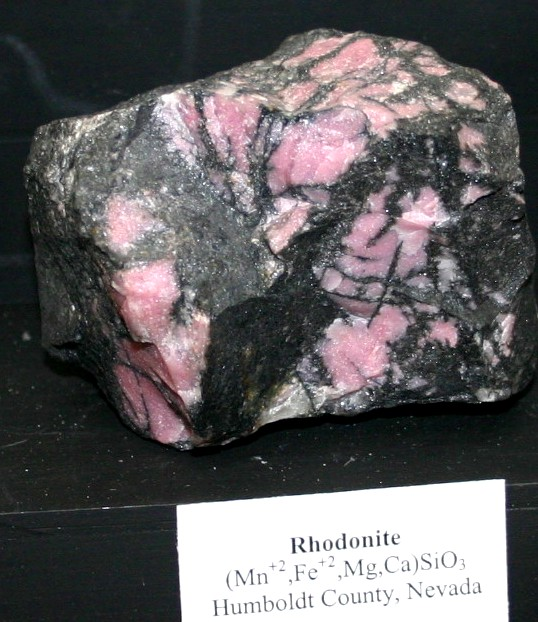
يستخدم الرودونيت الوردي المتناقض مع أكاسيد المنغنيز السوداء أحيانًا كمواد من الأحجار الكريمة كما رأينا في هذه العينة من مقاطعة هومبولت ، نيفادا.

يحتوي هيكل اللا سيليكات (سيليكات السلسلة) للرودونيت على وحدة متكررة مكونة من خمسة رباعي السطوح من السيليكا. يتكون البيروكسمانجيت النادر متعدد الأشكال، الذي يتكون في ظروف مختلفة من الضغط ودرجة الحرارة ، من نفس التركيب الكيميائي ولكن وحدة متكررة مكونة من سبعة رباعي السطوح.
تم استخدام الرودونيت أيضًا كحجر للزينة. في مناجم الحديد والمنغنيز في باجسبيرج بالقرب من فيليبستاد ولانغبان في فارملاند ، السويد ، توجد بلورات صغيرة لامعة وشفافة (باجسبيرجيت) وكتل انقسام. يتشكل الفوليرايت على شكل بلورات كبيرة وخشنة تشبه إلى حد ما الفلسبار الوردي ، مع خامات فرانكلينيت والزنك في الحجر الجيري الحبيبي في فرنكلين في نيوجيرسي.

الرودونيت هو الحجر الكريم الرسمي لكومنولث ماساتشوستس .